# Куп шест нација 2011.
Куп шест нација 2011. (службени назив: 2011 RBS 6 Nations) је било 117. издање овог најелитнијег репрезентативног рагби такмичења Старог континента, а 12. од проширења Купа пет нација на Куп шест нација.
Такмичење спонзорисано од Краљевске банке Шкотске, освојила је Енглеска двадесет и шести пут у историји. Ирска је од ове године почела да игра на новом "Авива" стадиону, а најбољи играч турнира био је италијански рагбиста Андреа Маси. 

## Учесници
Напомена:
Северна Ирска и Република Ирска наступају заједно.
|   | Селекција                      | Стадион                             | Селектор        | Капитен          |
| - | ------------------------------ | ----------------------------------- | --------------- | ---------------- |
| 1 | Рагби репрезентација Италије   | Стадион Фламинио, Рим (30 000)      | Ник Мелет       | Серђо Парисе     |
| 2 | Рагби репрезентација Француске | Стад де Франс, Париз (81 338)       | Марк Лиевремонт | Тијери Дисотоар  |
| 3 | Рагби репрезентација Енглеске  | Стадион Твикенам, Лондон (82 000)   | Мартин Џонсон   | Мајк Тиндал      |
| 4 | Рагби репрезентација Шкотске   | Стадион Марифилд, Единбург (67 144) | Енди Робинсон   | Алистер Келок    |
| 5 | Рагби репрезентација Велса     | Стадион Миленијум, Кардиф (74 500)  | Ворен Гатланд   | Метју Рис        |
| 6 | Рагби репрезентација Ирске     | Стадион Авива, Даблин (51 700)      | Деклан Кидни    | Брајан О'Дрискол |

## Такмичење

### Прво коло
Велс - Енглеска 19-26
Италија - Ирска 11-13
Француска - Шкотска 34-21

### Друго коло
Енглеска - Италија 59-13
Шкотска - Велс 6-24
Ирска - Француска 22-25

### Треће коло
Италија - Велс 16-24
Енглеска - Француска 17-9
Шкотска - Ирска 21-18

### Четврто коло
Италија - Француска 22-21
Велс - Ирска 19-13
Енглеска - Шкотска 22-16

### Пето коло
Шкотска - Италија 21-8
Ирска - Енглеска 24-8
Француска - Велс 28-9

## Табела
|   | Селекција                      | ИГ | Д | Н | И | ПД  | ПП  | ПР  | ЕД | Б |  |
| - | ------------------------------ | -- | - | - | - | --- | --- | --- | -- | - |  |
| 1 | Рагби репрезентација Енглеске  | 5  | 4 | 0 | 1 | 132 | 81  | +51 | 13 | 8 |  |
| 2 | Рагби репрезентација Француске | 5  | 3 | 0 | 2 | 117 | 91  | +26 | 10 | 6 |  |
| 3 | Рагби репрезентација Ирске     | 5  | 3 | 0 | 2 | 93  | 81  | +12 | 10 | 6 |  |
| 4 | Рагби репрезентација Велса     | 5  | 3 | 0 | 2 | 95  | 89  | +6  | 6  | 6 |  |
| 5 | Рагби репрезентација Шкотске   | 5  | 1 | 0 | 4 | 82  | 109 | -27 | 6  | 2 |  |
| 6 | Рагби репрезентација Италије   | 5  | 1 | 0 | 4 | 70  | 138 | -68 | 6  | 2 |  |

| Победник Купа шест нација 2011.          |
| ---------------------------------------- |
| Рагби репрезентација Енглеске 26. титула |

## Индивидуална стастика
Највише поена
- Тоби Флад 50, Енглеска
- Морган Пара 47, Француска
- Мирко Бергамаско 40, Италија
- Џејмс Хук 40, Велс
- Крис Патерсон 31, Шкотска

Највише есеја
- Крис Ештон 6, Енглеска
- Брајан О'дрискол 3, Ирска
- Венсан Клерк 2, Француска
- Шејн Вилијамс 2, Велс
- Андреа Маси 2, Италија

Најбољи играч турнира
- Андреа Маси, Италија